# 267
El 267 (CCLXVII) fou un any comú començat en dimarts del calendari julià.

## Esdeveniments
- Els gots comencen a atacar l'Imperi Romà juntament amb els sàrmates.
- Quedosbi (Chedosbius) esdevé rei del Bòsfor.

## Defuncions
- Odenat. Marit de la famosa reina Zenòbia, i rei de Palmira.